# Desmodium subtile
Desmodium subtile är en ärtväxtart som beskrevs av William Botting Hemsley. Desmodium subtile ingår i släktet Desmodium och familjen ärtväxter. Inga underarter finns listade i Catalogue of Life.